# Provinciale weg 361
De provinciale weg N361 is een provinciale weg in de provincies Friesland en Groningen die verloopt van de stad Groningen via Lauwersoog naar Rijperkerk (Ryptsjerk). Het Friese deel van de weg wordt ook wel "Lauwersseewei" genoemd. In Rijperkerk sluit de weg aan op de N355 richting Leeuwarden.
De weg begint in Groningen direct ten noorden van het Van Starkenborghkanaal en loopt door Adorp en Sauwerd. Bij Winsum is er een rotonde, waar de N363 eindigt. In 2016 werd de weg tussen Ranum en Mensingeweer opnieuw aangelegd, waarbij een rondweg rond Mensingeweer werd aangelegd. Tussen Mensingeweer en Ulrum volgt de weg het tracé van de voormalige spoorlijn, de Marnelijn.
Tussen Oudkerk en Dokkum, en tussen Dokkum-Noord en Lauwersoog is de weg een autoweg. Vanwege het feit dat de weg de enige autoweg is vanuit Dokkum in de richting van Leeuwarden wordt de weg als hoofdverbindingsweg tussen Leeuwarden en Dokkum gebruikt. Bewoners van de dorpen tussen Rijperkerk ondervinden hinder van de N361. De weg doorsnijdt de dorpskernen. Omdat Dokkum met de vernieuwde N356 een goede verbinding met Hardegarijp krijgt zal die weg de huidige N361 flink ontlasten. Bewoners van de dorpen hebben daarom voorgesteld de huidige autoweg tussen Oudkerk en Dokkum op enigerlei wijze autoluw te maken.
In het verleden zijn plannen gemaakt om Winsum, Sauwerd en Adorp te voorzien van een rondweg om het doorgaande verkeer eromheen te leiden. De rondweg bij Winsum ketste later af. Ook lagen er in de jaren '00 plannen om het tracé tussen Winsum en Groningen te verleggen. Daarover werd in 2011 negatief besloten door de gemeenteraad van Winsum en vervolgens door de gedeputeerde staten van Groningen; tegen zo'n tracé bestond met name verzet onder boeren en onder natuurliefhebbers van de Koningslaagte (onderdeel van het Natuurnetwerk Nederland) nabij Groningen.

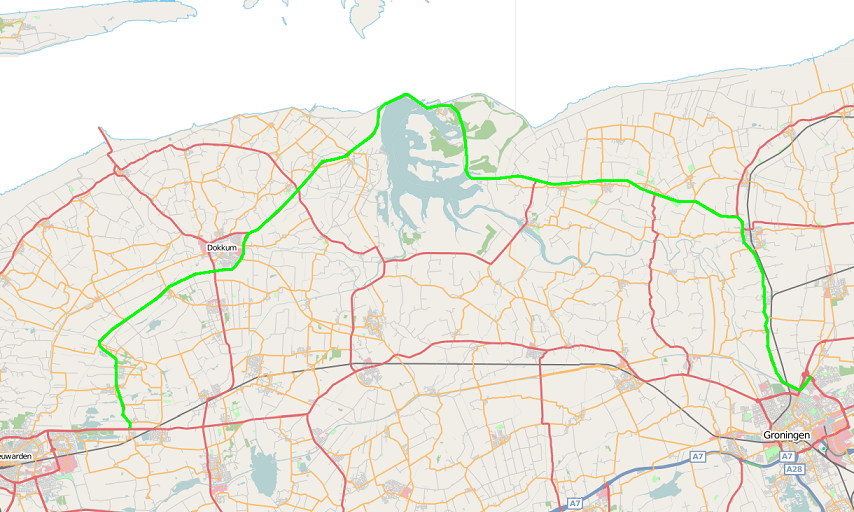
Detailkaart traject

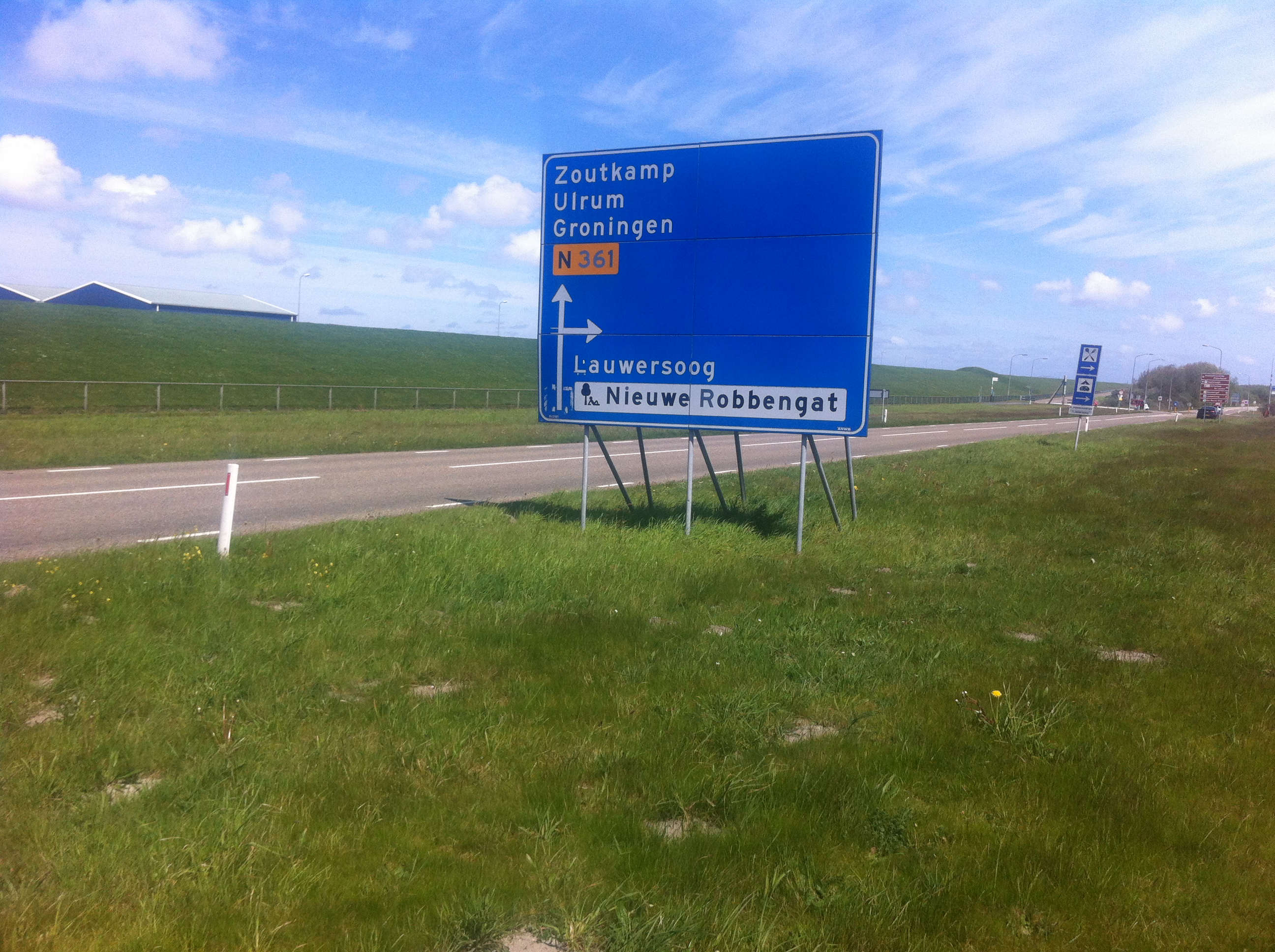
N361 bij Lauwersoog